# Scelotes poensis
Scelotes poensis es una especie de escamosos de la familia Scincidae.

## Distribución geográfica
Es endémica de la isla de Bioko (Guinea Ecuatorial).